# Джгутикові

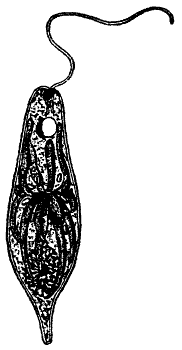
Евглена зелена

Джгутикові, джгутиконосці, або флагеляти — збірна назва різноманітних еукаріот (переважно одноклітинних), для яких характерна наявність батогоподібних органів руху — джгутиків. Завдяки руху джгутиків ці мікроорганізми здатні не тільки пересуватися, але й створювати струм води, який приносить органіку для живлення.

## Класифікація
До кінця 1990-х джгутикових розглядали як клас найпростіших типу саркомастигофори, який об'єднував 13 рядів і більше 7000 видів[джерело?]. Їх поділяли на дві основні групи: фітоджгутикові (подібні до рослин) і зооджгутикові (подібні до тварин). Схожість двох груп мікроорганізмів із рослинами чи тваринами визначалася будовою клітин і типом живлення. Так, фітоджгутикові отримують енергію завдяки фотосинтезу, а зооджгутикові — з готових їжу. У клітинах рослинних джгутиконосців є хлорофіл для здійснення фотосинтезу. Деякі джгутиконосці, як наприклад, евглена зелена на світлі синтезують живильні речовини самостійно шляхом фотосинтезу, а в темряві живляться як тварини — готовими органічними речовинами.
На початку XXI сторіччя було в цілому побудовано еволюційне дерево еукаріот. Виявилося, що джгутикові входять до складу більшості його гілок, а багато відгалужень цілком складаються з джгутикових, зокрема, ними повністю укладена основа еволюційного дерева. Однак, місце багатьох одноклітинних джутикових на еволюційному дереві ще не було з'ясовано остаточно (їх називали «сирітськими» лініями — англ. «orphan» lineages).

## Приклади
Типовим прикладом джгутикових вважали евглену зелену. Вона вкрита пелікулою, тому її форма може змінюватися лише в певних межах. Рухається за допомогою джгутика-виросту цитоплазми. У цитоплазмі є хлоропласти, тому на світлі фотосинтезує. У темряві живиться гетеротрофно. Розмножується поздовжнім поділом.